# 국민낭만주의 양식
국민낭만주의 양식(National Romantic style)은 19세기와 20세기 초에 걸쳐 북유럽의 노르딕 국가들에서 국민낭만주의 운동이 일어났을 때 유행한 건축 양식을 가리키는 말이다. 이 양식은 공업화에 대응하는 국민주의의 표현으로 해석할 수 있다.

## 이 양식에 따른 건축물들
- 코펜하겐 시청사 (1905)
- 뢰스 박물관 (1916)
- 스톡홀름 법원 (1915)
- 스톡홀름 시청사 (1923)
- 핀란드 국립극장 (1902)
- 핀란드 국립박물관 (1905)
- 헬싱키 중앙역 (1904-1915)

## 참고 문헌
- (영어) 스웨덴의 국가적 낭만주의 건축